# Spacer's Toulouse Volley-Ball 2011-2012
Questa voce raccoglie le informazioni riguardanti lo Spacer's Toulouse Volley-Ball nelle competizioni ufficiali della stagione 2011-2012.

## Organigramma societario
Area direttiva
- Presidente: Jean Azema

Area tecnica
- Allenatore: Cédric Énard
- Allenatore in seconda: Stéphane Sapinart

## Rosa
| N° | Nome                | Ruolo | Data di nascita   | Nazionalità sportiva |
| -- | ------------------- | ----- | ----------------- | -------------------- |
| 1  | Jean-François Pérez | C     | 7 dicembre 1980   | Francia              |
| 3  | Nicolas Burel       | C     | 7 settembre 1991  | Francia              |
| 4  | Dimitri Walgenwitz  | P     | 11 aprile 1994    | Francia              |
| 5  | Lukas Bauer         | C     | 26 febbraio 1989  | Germania             |
| 6  | Thibault Rossard    | S     | 28 agosto 1993    | Francia              |
| 7  | Daniel Maciel       | S     | 19 aprile 1988    | Brasile              |
| 8  | Alex Damiaony       | S/O   | 1º gennaio 1981   | Brasile              |
| 9  | Toky Rafidison      | L     | 30 novembre 1991  | Francia              |
| 10 | Jean Oriol          | P     | 17 febbraio 1991  | Brasile              |
| 12 | André Eloi          | P     | 11 novembre 1981  | Francia              |
| 13 | Gaël Vandaele       | S     | 20 febbraio 1982  | Francia              |
| 14 | Tchéni Petro        | S/O   | 16 aprile 1991    | Francia              |
| 15 | Florent Pujol       | S     | 19 settembre 1991 | Francia              |
| 16 | Nicolas Rossard     | L     | 23 maggio 1990    | Francia              |
| 17 | Diogenes Zagonel    | S     | 16 maggio 1981    | Brasile              |
| 18 | Nicolas Gomez       | S     | 6 marzo 1992      | Francia              |